# ماغنوس كناتسون
ماغنوس كناتسون هو دراج سويدي، ولد في 12 مارس 1964 في Vänersborg ‏ في السويد.

## وصلات خارجية
- ماغنوس كناتسون على موقع أرشيف الدراجات (الإنجليزية)
- ماغنوس كناتسون على موقع إحصائيات الدراجات الإحترافية (الإنجليزية)
- ماغنوس كناتسون على موقع أوليمبيديا (الإنجليزية)
- ماغنوس كناتسون على موقع اللجنة الأولمبية السويدية (السويدية)